# Axel Fredrik Spong
Axel Fredrik Spong, född 21 mars 1806 i Stockholm, död 21 april 1866 i Tortuna socken, Västmanland, var en svensk koppartryckare och lantbrukare.
Han var son till Anders Fredrik Spong och Margareta Andersson samt bror till Anders Magnus Spong. Han utbildades i  koppartrycktekniken och litografi av sin far 1825–1830 och arbetade därefter som koppartryckare fram till sin fars död 1840 då han istället övertog den av modern ärvda egendomen Hovberga i Tärna socken, Västmanland senare förvärvade han även egendomen Väster Råby i Tortuna socken.       